# Сепе
Сепе́ (каз. Сепе) — село у складі Атбасарського району Акмолинської області Казахстану. Адміністративний центр та єдиний населений пункт Сепеївського сільського округу.
Населення — 354 особи (2021; 494 у 2009, 679 у 1999, 1218 у 1989).
Національний склад станом на 1989 рік:
- казахи — 33 %.

У радянські часи село називалось Красний Маяк.